# Drina
El Drina (en serbio cirílico: Дрина) es un importante río de Europa que discurre en la península de los Balcanes, un largo afluente del Sava, con 346 km de longitud, que forma la mayor parte de la frontera entre Bosnia y Herzegovina y Serbia. Su nombre proviene del nombre en latín del río, Drinus.

## Recorrido y navegación
El Drina está formado por la confluencia del río Tara (144 km) y el río Piva (34 km), que fluyen desde Montenegro y convergen en la frontera con Bosnia y Herzegovina, en la aldea de Šćepan Polje. Fluye hacia el norte en general, hasta los 346 km (de los cuales 206 km forman frontera entre Bosnia y Herzegovina y Serbia) hasta desembocar en el río Sava, cerca del pueblo de Crna Bara, en el noroeste de Serbia. Medido junto con el arroyo Tara, su cabecera, el Drina tiene 487 km de longitud.
El río no es navegable; sin embargo, junto con el Tara, representa el principal centro de kayak y ráfting de los Balcanes.

## Curso
El Drina se origina entre las laderas de las montañas de Maglić y Pivska Planina, entre las aldeas de Šćepan Polje (Montenegro) y Hum (Bosnia y Herzegovina). En su origen, fluye al oeste, y luego hace una gran curva al noreste, bordeando los montes Maluša. A continuación, fluye a través de las aldeas de Kosman, Prijedjel, Dučeli, Čelikovo Polje, Kopilovi, Trbušće, Brod y la ciudad de Foča. Recibe los ríos Sutjeska y Bjelava Bistrica desde la izquierda, y el Ćehotina, en Foca, por la derecha.
Aquí el Drina talló el más largo de los varios cañones que hay en su curso, los 45 km del desfiladero Suhi-Dol Biserovina, entre las laderas de la montaña Jahorina al norte y los montes Kovač al sur. En este desfiladero se encuentra la ciudad de Goražde.
En la ciudad de Višegrad, donde es embalsado para una central hidroeléctrica el Drina recibe el río Rzav desde la derecha y gira al noroeste hacia el monte Suva Gora, formando la garganta de Klotijevac, de 38 km de longitud y hasta 1 km de profundidad, tallada entre las montañas de Bokšanica y Zvijezda. En la aldea Slap, el Drina recibe el río Žepa por la derecha y gira hacia el oeste, convirtiéndose en un río fronterizo entre Bosnia y Herzegovina y Serbia, cerca de la aldea de Jagoštica.
Después atraviesa el parque nacional de Tara, llegando a la ciudad de Bajina Bašta, desde donde hace un gran giro, cambiando completamente su dirección desde el noreste hacia el noroeste, para pasar por Bratunac, en Bosnia y Herzegovina, donde recibe el afluente Ljuboviđa y continúa entre las montañas de Jagodnja y Boranja (en Serbia), y Glogova (en Bosnia y Herzegovina), para pasar por Zvornik, donde se embalsa en un lago artificial.
Posteriormente entra en la sección más baja de su curso, el sur de la llanura de Panonia (donde recibe los ríos Jadar y Lešnica). Aquí es donde el río fluye en brazos y arroyos, creando la mayor llanura de regadío de la antigua Yugoslavia, que el Drina divide a la mitad: el lado este, Mačva, en Serbia, y el lado oeste, Semberija, en Bosnia y Herzegovina. En esta parte fluye en meandros, que forman islas y bancos de arena, antes de unirse al río Sava entre el pueblo serbio de Crna Bara y el bosnio de Bosanska Rača. La variabilidad del flujo de agua y baja altura dio lugar a varios cambios durante el curso de la historia. El Drina antiguamente fluía al río Sava, cerca de Šabac, 30 km al este de la actual boca.

## Características
El Drina es un río muy rápido de aguas frías y verdosas, a causa de la caliza, que constituye una parte importante de la zona en la que el río talló su cauce.
Su profundidad media es de 3 a 5 metros, alcanzando su mayor profundidad a 12 metros, en Tijesno. En promedio, el Drina tiene 50-60 metros de ancho, pero varía entre los 12-20 metros en Tijesno hasta los 200, en Bajina Bašta y Ljubovija.
La cuenca de drenaje abarca 19.570 km², ramificándose en Bosnia y Herzegovina, Serbia, Montenegro, y Albania. El Drina pertenece a la cuenca hidrográfica del Mar Negro.
Antes de ser regulado por diversas centrales eléctricas, el Drina solía inundar su valle. La inundación más desastrosa se produjo en 1896, y destruyó la ciudad de Ljubovija.

## Energía

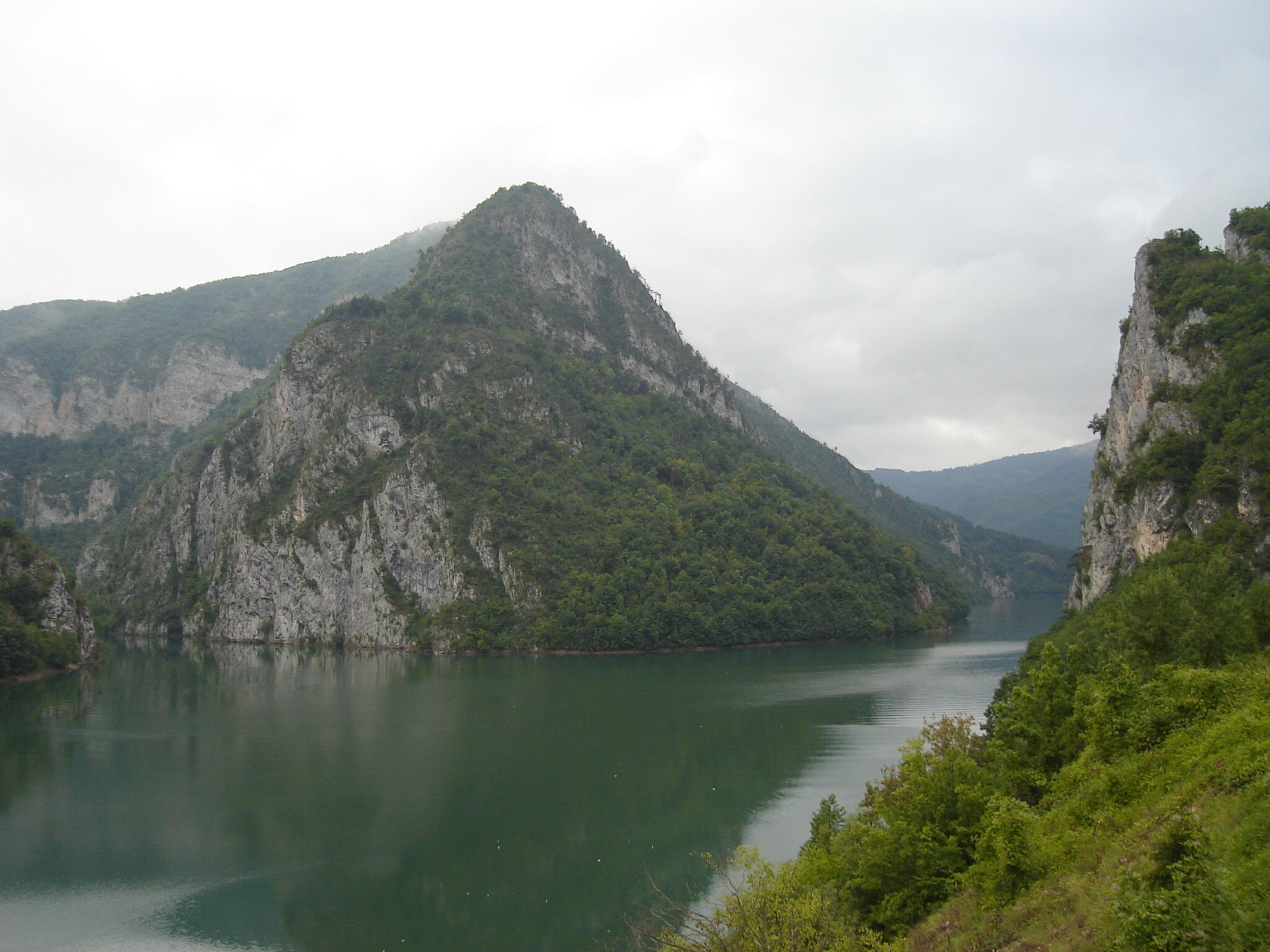
Desembocadura del río Lim en el Drina.

El Drina nace a una altitud de 432 m s. n. m., y desemboca en el Sava, a 77 metros. La inclinación no es constante, porque tiene muchas gargantas y curvas, pero aun así es más que suficiente para generar una potencia estimada de 6 millones de kilovatios-hora de energía eléctrica.
Por otra parte, su aumento de flujo crece de manera constante: 125 m³ por segundo en la desembocadura del Ćehotina, y 370 m³ por segundo en la desembocadura del Drina en el Sava.
Sin embargo, este poder no es utilizado plenamente, ya que solo tres centrales hidroeléctricas se han construido hasta la fecha: HE Zvornik, HE Bajina Bašta, y HE Visegrad.

## Población
Como resultado de lo inhóspito del terreno y la falta de vías férreas y carreteras importantes, el territorio circundante está escasamente poblado. Aparte de muchas pequeñas aldeas, los principales asentamientos en o cerca del río son los siguientes:
- En Bosnia y Herzegovina: Foča, Goražde, Višegrad, Bratunac, Zvornik y Janja.

- En Serbia: Ljubovija, Mali Zvornik, Banja Koviljača, Loznica, Lozničko Polje y Badovinci.

El Drina es atravesado por varios puentes: en Visegrad, Skelani, Bratunac y Zvornik (en Bosnia y Herzegovina), y Loznica y Badovinci en Serbia. El más reciente es el de Badovinci, el Pavlovića ćuprija.

## Cultura serbia
En su parte más baja, en el curso de los meandros, el Drina se conoce como Kriva Drina («Drina curvado»). Esto ha entrado en la cultura serbia como una frase muy utilizada cuando alguien quiere resolver una situación compleja, se dice que quiere «enderezar el Drina curvado».
Durante la Primera Guerra Mundial, del 8 de septiembre al 16 de septiembre de 1914, el Drina fue el escenario de una sangrienta batalla entre los ejércitos de Serbia y el Imperio austrohúngaro, la batalla de Cer. En honor de esta batalla, el compositor serbio Stanislav Binički (1872-1942) compuso el famoso Marš na Drinu (marzo en el Drina), y en 1964 una película del mismo título fue realizada por el director Žika Mitrović. La exhibición de la película fue prohibida por el gobierno comunista, debido a su retrato de una historia real, una sangrienta batalla, y la utilización de la Marcha de Binički (prohibida en ese momento), como parte de su banda sonora.
El mayor impacto que el río ha tenido en la cultura es probablemente la novela Na Drini ćuprija (Un puente sobre el Drina) del escritor yugoslavo, laureado con el Premio Nobel de Literatura, Ivo Andrić. El libro trata sobre la construcción de un puente (el puente Mehmed Paša Sokolović), cerca de Visegrad por los otomanos en el siglo XVI.